# Johan August Berlin
Johan August Berlin, född 7 augusti 1851 i Malsta socken, Stockholms län, död 9 juli 1910 i Stockholm, var en svensk läkare och rättsmedicinare.
Berlin, som var son till en lantbrukare, studerade vid Norrtälje lägre elementarläroverk, Jakobs lägre elementarläroverk och Stockholms högre elementarläroverk, blev student vid Uppsala universitet 1871 och medicine kandidat vid Karolinska institutet 1876. Han var 1874 underläkare vid Allmänna garnisonssjukhuset, 1878–1880 extra läkare i Österåkers och 1881 i Alingsås distrikt. Efter att ha blivit medicine licentiat 1883 deltog han i Adolf Erik Nordenskiölds Svenska Grönlandsexpeditionen 1883 på ångfartyget Sofia som stipendiat vid svenska flottan. Under resan deltog Berlin som var en framstående fanerogamkännare även i den botaniska forskningen och publicerade tillsammans med Alfred Nathorst botaniska arbeten och upptäckte flera nya arter. Han deltog även under expeditionen i Nordenskiölds vandring över den grönländska glaciären.
Efter återkomsten till Sverige återgick han huvudsakligen till sin läkargärning. Berlin var tillförordnad sundhetsinspektor i Stockholm under perioder 1884–1886, läkare vid Stockholms epidemisjukhus 1885, tillförordnad provinsialläkare i Stockholms distrikt vid återkommande tillfällen 1885–1892 och blev medicine doktor i Uppsala 1888. År 1891 blev han tillförordnad förste provinsialläkare i Stockholm, var amanuens vid medicinalstyrelsen 1889–1890, tillförordnad professor i rätts- och statsmedicin vid Karolinska institutet 1891 samt förste provinsialläkare i Stockholms län och provinsialläkare i Stockholms distrikt från 1892. Berlin var även ledamot i kommittén angående ordnande av fosterbarns vård 1894–1897. Han blev riddare av Nordstjärneorden 1896.